# Point Lay

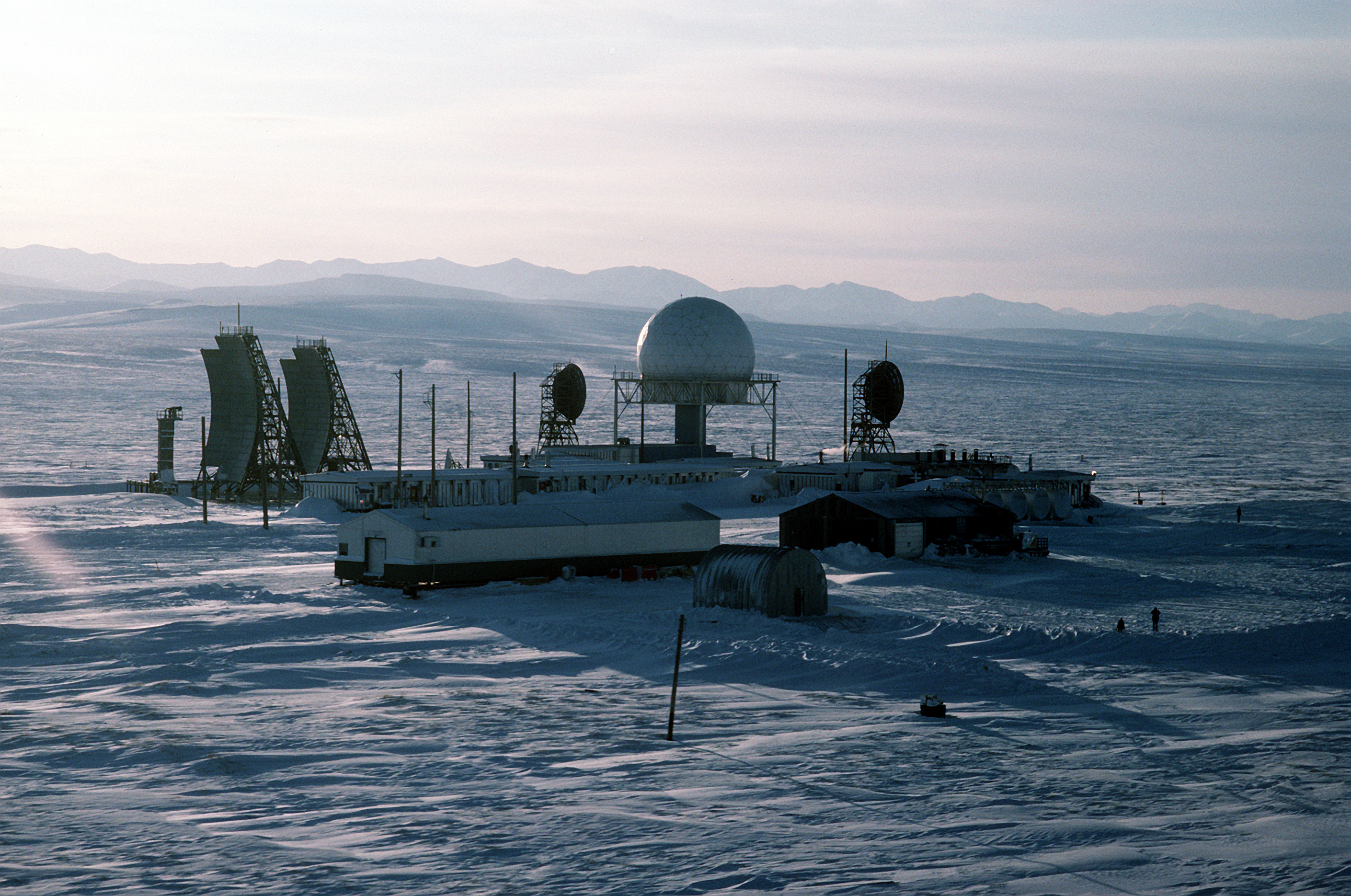
Una delle stazioni radar della DEW line vicino a Point Lay

Point Lay è un census-designated place degli Stati Uniti d'America nel Borough di North Slope nello stato federale dell'Alaska. Secondo il censimento condotto nel 2000 Point Lay era abitato 247 abitanti.

## Geografia fisica
Situato nel nord-ovest del Alaska Point Lay si trova lungo la parte della costa del Alaska che viene bagnata dal Mare dei Chukci. Secondo i dati del United States Census Bureau Point Lay ricopre una area di 89,3 chilometri quadri, dei quali 78,9 fanno parte della terra ferma e 10 sono di mare. Originariamente l'insediamento di Point Lay si trovava su di una isola nella Laguna del Kasegaluk, ma fu successivamente spostato nei primi anni settanta nei pressi della foce del Katholik River sulla terra ferma.

## Dati demografici
Sempre secondo il censimento condotto nel 2000 a Point Lay vi erano 61 abitazioni e i 247 abitanti si suddividevano in 45 famiglie. La densità abitativa era di 8 abitanti per miglio quadro. Sempre secondo lo stesso censimento 11,34% della popolazione era di razza caucasica, il 2,43% era di origini hispaniche, il 0,4% era composta da asiatici e il restante 82,59% era composta da nativi. 
Il 50,8% delle famiglie che risiedono a Point Lay ha almeno un membro della famiglia con una età inferiore ai 18 anni ed il 45,9% degli abitanti sono sposati. Complessivamente il 46,2% della popolazione ha una età inferiore ai 18 anni, il 9,3 ha una età compresa tra i 18 ed i 24 anni, il 24,7% ha una età compresa tra i 25 ed i 44 anni, il 17% ha una età compresa tra i 45 ed i 65 anni e solo il 2,8% ha una età superiore ai 65 anni.
L'introito medio per ogni famiglia è di 75,883 dollari annui. Mediamente ogni uomo guadagna 46,071 dollari mentre le donne guadagnano 25,625 dollari. Circa il 11,4% delle famiglie vive al disotto della soglia di povertà, che equivale al 7,4% della popolazione.

## Economia
L'economia locale si basa principalmente sulla caccia e sulla pesca. La fonte principale di reddito a Point Lay e data dalla caccia ai Beluga all'interno della Kasegaluk Lagoon.

## Stazioni Radar
Fino a poco tempo fa l'area intorno a Point Lay era occupata da alcune stazioni radar che facevano parte della Distant Early Warning Line. Tutte le stazioni radar furono però chiuse a partire dal 1990 e smantellate tra il 2004 ed il 2006.